# Jacob Perkins
 (novembre 2017).
Pour les articles homonymes, voir Perkins.
Jacob Perkins (9 juillet 1766 - 30 juillet 1849) est un inventeur, ingénieur mécanicien et physicien américain, né à Newburyport, Massachusetts.

## Biographie
Il commença  comme apprenti chez un orfèvre et se fit bientôt connaître par de nombreuses inventions, pour lesquelles il déposa quarante brevets (21 brevets américains et 19 anglais).
Il émigra en 1819 en Angleterre, avec un projet de gravure de billets de banque sur acier : ce fut un succès, poursuivi en partenariat avec le graveur anglais Heath. Sa première entreprise, Perkins, Bacon & Co, produisit des billets de banque pour de nombreuses banques nationales, ainsi que des timbres-poste. La production de timbres pour le gouvernement britannique commença en 1840 par le 1d noir et le 2d bleu.
En 1827, il construisit un prototype de machine à vapeur à haute pression pouvant aller jusqu'à 2 000 psi (soit 140 bar). Ce concept ne pouvait être adapté à la technologie de l’époque, mais a été réutilisés un siècle plus tard avec le moteur "à flot unique" (uniflow).
Perkins fit aussi des recherches en réfrigération. Il breveta, en 1834, un système frigorifique à compression de vapeur. Le fluide utilisé était l'éther éthylique. Son système fermé utilisait les éléments que nous trouvons actuellement : évaporateur, compresseur, condenseur, détendeur.
Sa principale contribution à la physique réside dans les expériences par lesquelles il a prouvé la compressibilité de l'eau et l’a mesurée avec un piézomètre de son invention.
Des problèmes juridiques l'ayant contraint à fermer son usine de moteurs, en 1829-1830, il s'associa avec son second fils pour fabriquer et installer des systèmes de chauffage central qui reprenaient son principe du tube hermétique.
Un certain nombre de locomotives utilisant ce procédé furent construites en 1836 pour les chemins de fer de Londres et du Sud Ouest. Il avait également découvert au cours de cette recherche que l'ammoniaque liquéfiée pouvait être utilisée pour le refroidissement.
En 1832, Perkins fonda à Londres la "Galerie Nationale des Sciences Appliquées". Située sur Adelaide Street, dans le quartier de West Strand, elle était consacrée à l'exposition d'inventions récentes. Une des plus remarquées fut sa mitrailleuse à vapeur de 1824, qui n'a pourtant pas rencontré de succès chez les militaires.
Il prit sa retraite en 1843 et mourut à Londres en 1849.

## Successeurs

Principe du moteur uniflow. Les soupapes sont manœuvrées par la rotation de la tige située au-dessus. La vapeur à haute pression (en rouge) pénètre puis se détend (en jaune)

Son second fils Angier March Perkins (1799 - 1881), lui aussi né à Newbury, est arrivé en Angleterre en 1828, et s’est associé avec son père (il reprendra la totalité de l’entreprise à la mort de celui-ci). 
Son petit-fils Loftus Perkins (1834 - 1891) a passé la majeure partie de sa vie en Angleterre. Il fit des recherches sur les moteurs à vapeur à haute pression, construisant notamment un yacht, l'Anthracite, en 1880.

### Sources
- (en) « Jacob Perkins », dans Encyclopædia Britannica [détail de l’édition], 1911 (lire sur Wikisource).
- A. P. Woolrich, 'Perkins, Jacob', Biographical Dictionary of Civil Engineers vol 1, (2002), p. 519-520.